# Pedro Velho
Pedro Velho é um município brasileiro do estado do Rio Grande do Norte. Sua área territorial de 193 km².

## História

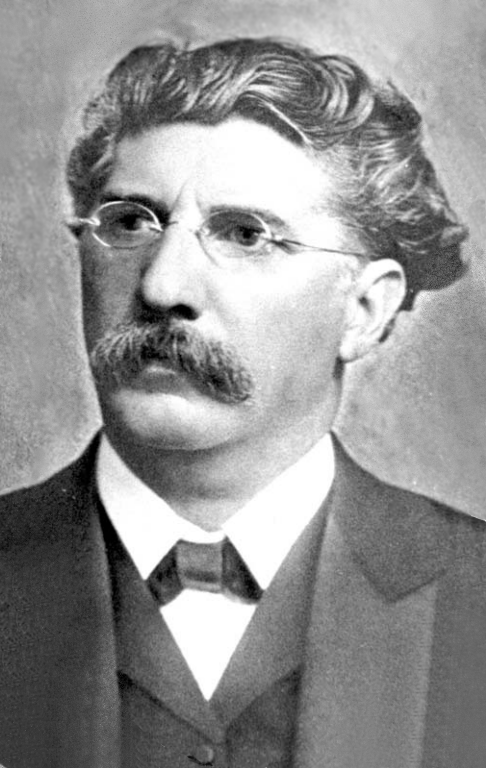
O nome do município é uma referência ao primeiro governador do Rio Grande do Norte, Pedro de Albuquerque Maranhão

Em território outrora habitado por índios paiaguás, tribo de etnia potiguara, os Afonsos fundaram, na margem esquerda do rio Curimataú, o povoado de Cuitezeiras. Erigiram uma capela em honra de Santa Rita de Cássia, em torno da qual se edificaram as primeiras moradias. A capela foi benta em 1862. O povoado tinha, então, 30 fazendas de criação de gado, 2 engenhos de açúcar e 2 descaroçadores de algodão.
O município foi oficialmente criado pelo decreto n° 24, de 10 de maio de 1890, com o nome de Cuitezeiras. A enchente do rio Curimataú, em 1901, inundou totalmente a vila de Cuitezeiras, deixando apenas a capela incólume. Temeroso de novas enchentes, Claudino Martins Delgado construiu, em 1901, uma casa para sua residência, a cerca de dois quilômetros acima de Cuitezeiras. Lançou, dessa forma, os alicerces da cidade que se denominou Vila Nova. Sucederam-se novas construções e desenvolveu-se o comércio. Pela lei estadual n° 181, de 4 de setembro de 1902, a sede do município foi transferida da vila de Cuitezeiras para Vila Nova, nome que também tomou o município. Pela lei estadual n° 261, de novembro de 1908, a vila e o município foram renomeados e passaram a se chamar definitivamente Pedro Velho em homenagem à memória do republicano potiguar Pedro de Albuquerque Maranhão, falecido no ano anterior. 
A paróquia, sob invocação de São Francisco, foi criada em 11 de fevereiro de 1922.  Novas inundações se sucederam em 1917 e 1924. Da antiga vila restam apenas a capela de Santa Rita, com um velho cemitério atrás; um cruzeiro, com pedestal de alvenaria e uma velha sumaúma. 

## Geografia
Na atual divisão territorial do Brasil feita pelo Instituto Brasileiro de Geografia e Estatística (IBGE), vigente a partir de 2017, Pedro Velho pertence à região geográfica imediata de Canguaretama, uma subdivisão da região geográfica intermediária de Natal. Até então, na divisão em mesorregiões e microrregiões que vigorava desde 1989, o município fazia parte da microrregião do Litoral Sul, dentro da mesorregião do Leste Potiguar.
A área territorial de Pedro Velho é de 192,708 km² (0,3649% da superfície estadual), dos quais 1,388 km² constituem a área urbana. Limita-se a norte com Canguaretama e Espírito Santo, a sul com Montanhas, Jacaraú e Mamanguape, os dois últimos na Paraíba; a leste novamente Canguaretama e a oeste Nova Cruz e Montanhas. Está a 86 km da capital estadual, Natal, e a 2 343 km da capital federal, Brasília.
O relevo de Pedro Velho encontra-se em uma área de transição entre os tabuleiros costeiros ou planaltos rebaixados e a depressão sublitorânea, enquanto nos vales dos rios existem as planícies fluviais, que apresentam areia e cascalho em sua composição. Geologicamente, a parte leste do município pertence ao Grupo Barreiras, marcada pela presença de arenitos e conglomerados, enquanto a oeste está o embasamento cristalino, mais antigo, formado por rocha granito-gnáissicas e sedimentos de anfibolito, migmatito e xisto. A sudeste, na divisa com a Paraíba, encontram-se as rochas da Formação Seridó, com micaxistos de alumínio e feldspato.
Os solos de Pedro Velho são profundos, bem drenados e, em sua maioria, arenosos, mas pouco férteis, sendo pobres em nutrientes, característicos das areias quartzosas distróficas. Também existem os solos aluviais que, diferente das areias quartzosas, possuem textura mista, com a mistura de argila e areia, e são mais férteis, mas menos drenados. Tanto as areias quartzosas quanto os solos aluviais, na nova classificação brasileira de solos, constituem a classe dos neossolos.
Na hidrografia, o município é cortado pelo Rio Curimataú, que nasce em Barra de Santa Rosa, na Paraíba, entra no Rio Grande do Norte por Nova Cruz, passa próximo da zona urbana de Pedro Velho e deságua no Oceano Atlântico em Canguaretama, na localidade de Barra de Cunhaú, onde forma um estuário. Sua bacia hidrográfica cobre 90,96% do território do município, estando os 9,04% restantes na bacia do rio Guaju. Além do Curimataú, cortam o território municipal os rios Limoeiro, Mucuri, Piquiri e os riachos Piniço Pau e Traversa.
Pedro Velho está inserido quase totalmente (96%) no bioma da Mata Atlântica, havendo uma pequena área de caatinga (4%), esta de menor porte. No meio da Mata Atlântica é possível encontrar espécies de gramíneas e arbustos, semelhantes ao Cerrado. Nos vales dos rios ocorrem os campos de várzea, mais sujeitos a inundações. Parte do município está dentro da Área de Proteção Ambiental do Piquiri-Una, criada em 6 de junho de 1990 pelo decreto estadual 10 683 com cerca de 12 mil hectares (ha) de área, ampliados para mais de 40 700 ha por meio do decreto estadual 22 182 de 22 de março de 2011, abrangendo territórios de cinco municípios.
O clima é tropical (Aw segundo Köppen), típico da costa leste do Nordeste, com chuvas concentradas no período de março a julho. Segundo dados da Empresa de Pesquisa Agropecuária do Rio Grande do Norte (EMPARN), desde 1911 o maior acumulado de chuva em 24 horas registrado em Pedro Velho alcançou 195,3 mm em 27 de março de 1984, seguido por 176,4 mm em 1° de abril de 1985. A partir de julho de 2020, quando entrou em atividade uma estação meteorológica automática da EMPARN na cidade, a temperatura máxima chegou a 34,9 °C em 3 de dezembro de 2021 e 17 de fevereiro de 2022, enquanto a mínima ocorreu em 25 de agosto de 2020, de 18,8 °C.
| Dados climatológicos para Pedro Velho                                                           | Dados climatológicos para Pedro Velho | Dados climatológicos para Pedro Velho | Dados climatológicos para Pedro Velho | Dados climatológicos para Pedro Velho | Dados climatológicos para Pedro Velho | Dados climatológicos para Pedro Velho | Dados climatológicos para Pedro Velho | Dados climatológicos para Pedro Velho | Dados climatológicos para Pedro Velho | Dados climatológicos para Pedro Velho | Dados climatológicos para Pedro Velho | Dados climatológicos para Pedro Velho | Dados climatológicos para Pedro Velho |
| Mês                                                                                             | Jan                                   | Fev                                   | Mar                                   | Abr                                   | Mai                                   | Jun                                   | Jul                                   | Ago                                   | Set                                   | Out                                   | Nov                                   | Dez                                   | Ano                                   |
| ----------------------------------------------------------------------------------------------- | ------------------------------------- | ------------------------------------- | ------------------------------------- | ------------------------------------- | ------------------------------------- | ------------------------------------- | ------------------------------------- | ------------------------------------- | ------------------------------------- | ------------------------------------- | ------------------------------------- | ------------------------------------- | ------------------------------------- |
| Temperatura máxima recorde (°C)                                                                 | 34,6                                  | 34,9                                  | 34,7                                  | 34,5                                  | 33,4                                  | 32,5                                  | 31,9                                  | 32,4                                  | 33,3                                  | 33,9                                  | 34,6                                  | 34,9                                  | 34,9                                  |
| Temperatura mínima recorde (°C)                                                                 | 21,6                                  | 22,3                                  | 22,5                                  | 21,4                                  | 22                                    | 20,3                                  | 20,2                                  | 18,8                                  | 19,4                                  | 19,6                                  | 20,9                                  | 21,1                                  | 18,8                                  |
| Precipitação (mm)                                                                               | 62,7                                  | 92                                    | 152,9                                 | 172,8                                 | 151,6                                 | 182,3                                 | 160,4                                 | 72,7                                  | 38,5                                  | 14,7                                  | 20,9                                  | 27,4                                  | 1 148,9                               |
| Fonte: EMPARN (recordes de temperatura: 28/07/2020-presente; médias de precipitação: 1911-2013) |                                       |                                       |                                       |                                       |                                       |                                       |                                       |                                       |                                       |                                       |                                       |                                       |                                       |

## Demografia
No último censo demográfico realizado pelo IBGE, em 2022, a população de Pedro Velho era de 13 824 habitantes (51,35% urbana e 48,65% rural), ocupando a 36ª posição no estado e a 2 379ª do Brasil, com uma densidade demográfica de 71,7 hab/km²4. Com 49,67% dos residentes do sexo masculino e 50,33% do sexo feminino, a razão de sexo era de aproximadamente 101 mulheres para cada cem homens. Quanto à estrutura etária, 65,65% tinham entre 15 e 64 anos, 23,15% menos de quinze anos e 11,20% 65 anos ou mais.
Na pesquisa de autodeclaração do censo, 57,13% dos moradores eram pardos, 35,84% brancos, 6,84% pretos, 0,1% Indígena e 0,09% amarelos. Todos os habitantes eram brasileiros natos, dos quais 68,23% naturais do município (dos 90,36% nascidos no estado). Dentre os naturais de outras unidades da federação, os estados com o maior percentual de residentes eram Paraíba (6,02%), Rio de Janeiro (1,15%) e São Paulo (0,85%), havendo também nascidos em outros seis estados.

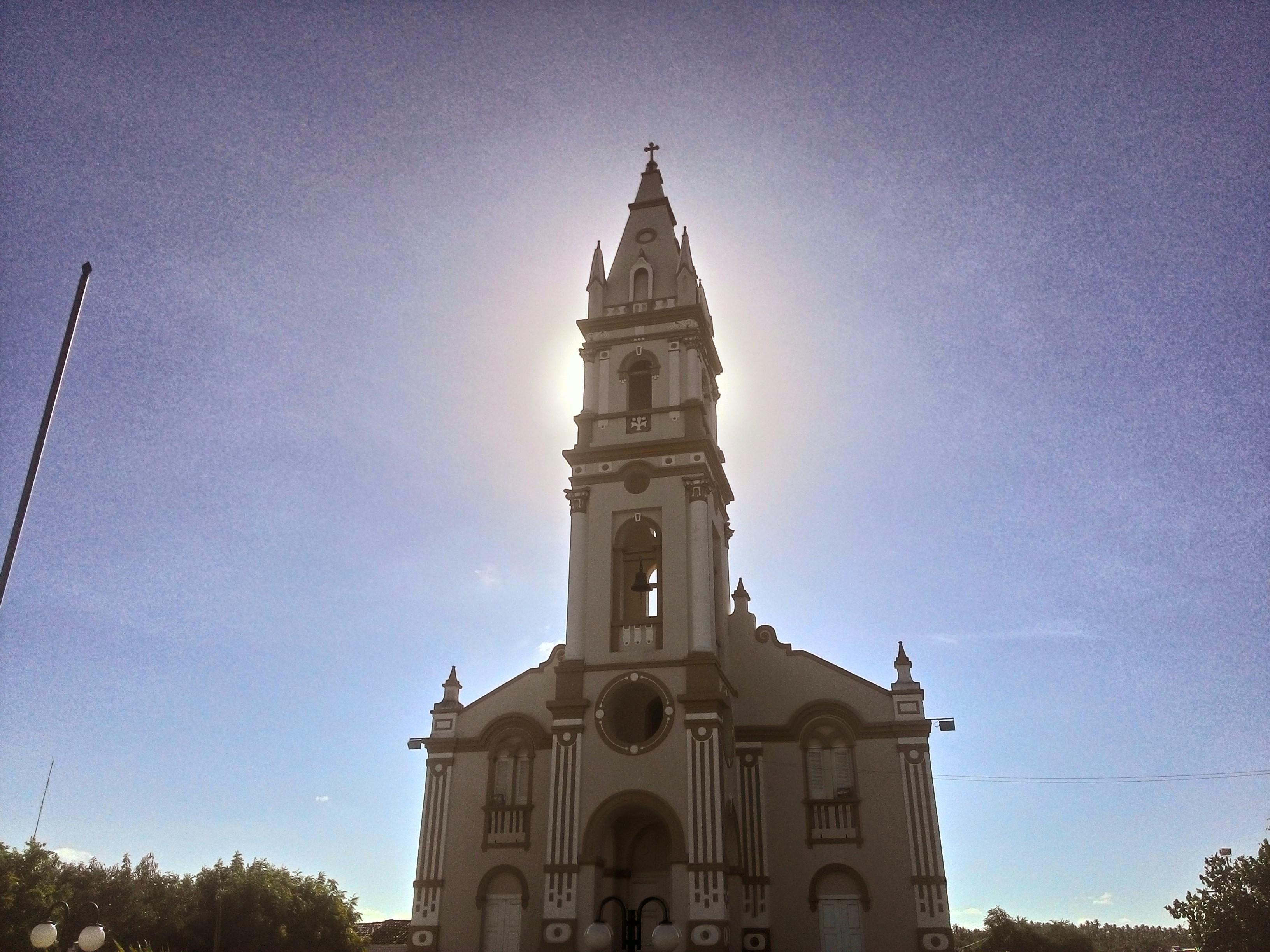
Igreja Matriz de São Francisco de Assis

Ainda segundo o mesmo censo, 76,6% dos habitantes eram católicos apostólicos romanos, 11,26% eram evangélicos, 10,82% declararam não seguir nenhuma religião, 1,05% eram testemunhas de Jeová, 0,07% espíritas, 0,05% não sabiam sua preferência religiosa e 0,03% se declararam messiânicos; outras denominações cristãs somavam 0,07%. Na Igreja Católica, a paróquia de Pedro Velho foi criada em 11 de fevereiro de 1922 e tem como padroeiro São Francisco de Assis. Dentre os credos protestantes ou reformados existentes no município, estão: Assembleia de Deus, Congregação Cristã do Brasil, Deus é Amor, Igreja Batista, Igreja Luterana e Igreja Universal do Reino de Deus.
O Índice de Desenvolvimento Humano (IDH-M) do município é considerado baixo, de acordo com dados do Programa das Nações Unidas para o Desenvolvimento (PNUD). Segundo dados do relatório de 2010, divulgados em 2013, seu valor era 0,568, estando na 152ª posição a nível estadual (de 167 municípios) e na 4 884ª colocação a nível nacional (dentre 5 565). Considerando-se apenas o índice de longevidade, seu valor é 0,738, o valor do índice de renda é 0,562 e o de educação 0,442. No mesmo ano, 57,8% da população viviam acima da linha de pobreza, 20,59% entre as linhas de indigência e de pobreza e 21,61% abaixo da linha de indigência. No mesmo ano, os 20% mais ricos detinham 54,45% do rendimento total municipal, enquanto os 20% mais pobres apenas 2,3%, sendo o índice de Gini, que mede a desigualdade social, igual a 0,53.

## Política e administração
O primeiro presidente da intendência municipal, após a elevação da Vila de Cuitezeiras à categoria de município, foi João José da Cruz, desde 1892 até 1900, embora, desde 1861, a administração da vila fosse exercida por José Paulo de Tamantanduaba, nomeado pelo governador provincial. Somente em 1928 foi criado o atual cargo de prefeito, exercido pela primeira vez pelo já intendente Manoel Gadelha de Freitas até 1931. 
Em outubro de 2019 a então prefeita Patrícia Peixoto Targino faleceu em exercício do cargo, assumindo a então vice-prefeita Dejerlane Macedo, que foi eleita oficialmente por sufrágio universal nas eleições municipais de 2020. Entre os anos de 2019 a 2024 o município passou por uma grave instabilidade política e administrativa. Nesse período, um total de seis gestores diferentes passaram pelo comando do município. 
Em março de 2022, a Justiça Eleitoral proferiu uma sentença condenatória que resultou na cassação dos mandatos da prefeita Dejerlane Macedo e de seu vice Inácio Rafael da Costa, por abuso de poder político cometido durante o pleito eleitoral de 2020 . Com o afastamento de Dejerlane, a vereadora Francisca Edna de Lemos, presidente da Câmara Municipal, tomou posse no cargo de prefeita interina. Contudo, em outubro do mesmo ano, o mandato da vereadora de Edna Lemos foi cassado pelo TRE-RN, sob a acusação de uma suposta infidelidade partidária, levando ao seu afastamento da prefeitura . Neste contexto, o vereador Edson da Silva Santos foi empossado como novo prefeito interino. Entretanto, quase um mês após a cassação de Edna, o TRE-RN reverteu a decisão após julgar os embargos de declaração, reconduzindo Edna Lemos ao cargo de vereadora e, posteriormente, ao cargo de prefeita interina. 
Em 27 de novembro do mesmo ano, uma eleição suplementar foi realizada de acordo com o calendário do TSE. Edna Lemos, estando no cargo de prefeita interina, candidatou-se e saiu vitoriosa por maioria de votos, consolidando sua permanência na prefeitura . No entanto, um ano após as eleições suplementares, em novembro de 2023, o Tribunal Regional Eleitoral do Rio Grande do Norte confirmou uma decisão de primeira instância e condenou Francisca Edna Lemos e sua vice Rejane Maria de Lima Costa ao afastamento imediato dos cargos também por abuso de poder político. O Ministério Público, após investigação, apontou que Edna aproveitou-se do cargo de prefeita interna para realizar contratações "a dedo" de mais de trezentos servidores, sem observar preceitos legais para obter vantagens sobre os demais candidatos na eleição suplementar . Diante da decisão judicial, o vereador Francisco Gomes da Silva assumiu o cargo de prefeito interino, sendo quarto gestor a ocupar a Prefeitura de Pedro Velho desde 2020. A Justiça ainda determinou a realização de uma segunda eleição suplementar que foi realizada em 03 de março de 2024 e elegeu Pedro Gomes da Silva Júnior (Júnior Balada) para o cargo de prefeito do município.
O prefeito municipal exerce o poder executivo e nomeia livremente seu gabinete de secretários, que o auxiliam na gestão. A administração municipal também se dá pelo poder legislativo, exercido pela câmara municipal, constituída por nove vereadores que, tal como o prefeito, são eleitos pelo voto direto para mandatos de quatro anos. Cabe à casa legislativa, dentre suas atribuições, a elaboração e votação leis fundamentais à administração e ao executivo, especialmente o orçamento municipal. A lei orgânica de Pedro Velho, que rege o município, foi promulgada em 3 de abril de 1990.
Existem também alguns conselhos municipais em atividade, sendo alguns deles: Alimentação Escolar, Assistência Social, Desenvolvimento Rural, Direitos da Criança e do Adolescente, Direitos da Pessoa Idosa, Educação, Habitação, FUNDEB, Meio Ambiente, Saúde e Tutelar. Pedro Velho possui uma comarca do poder judiciário estadual, de entrância inicial, e pertence à 61ª zona eleitoral do Rio Grande do Norte, possuindo, em dezembro de 2020, 12 201 eleitores, de acordo com o Tribunal Superior Eleitoral (TSE), equivalente a 0,519% do eleitorado potiguar.